# 1817
Portal Geschichte | Portal Biografien | Aktuelle Ereignisse | Jahreskalender | Tagesartikel

◄ |
18. Jahrhundert |
19. Jahrhundert
| 20. Jahrhundert | ►

◄ |
1780er |
1790er |
1800er |
1810er
| 1820er | 1830er | 1840er | ►

◄◄ |
◄ |
1813 |
1814 |
1815 |
1816 |
1817
| 1818 | 1819 | 1820 | 1821 | ► | ►►
Staatsoberhäupter  · Nekrolog   · Musikjahr
| Januar | Januar | Januar | Januar | Januar | Januar | Januar | Januar |
| Kw     | Mo     | Di     | Mi     | Do     | Fr     | Sa     | So     |
| ------ | ------ | ------ | ------ | ------ | ------ | ------ | ------ |
| 1      |        |        | 1      | 2      | 3      | 4      | 5      |
| 2      | 6      | 7      | 8      | 9      | 10     | 11     | 12     |
| 3      | 13     | 14     | 15     | 16     | 17     | 18     | 19     |
| 4      | 20     | 21     | 22     | 23     | 24     | 25     | 26     |
| 5      | 27     | 28     | 29     | 30     | 31     |        |        |

| Februar | Februar | Februar | Februar | Februar | Februar | Februar | Februar |
| Kw      | Mo      | Di      | Mi      | Do      | Fr      | Sa      | So      |
| ------- | ------- | ------- | ------- | ------- | ------- | ------- | ------- |
| 5       |         |         |         |         |         | 1       | 2       |
| 6       | 3       | 4       | 5       | 6       | 7       | 8       | 9       |
| 7       | 10      | 11      | 12      | 13      | 14      | 15      | 16      |
| 8       | 17      | 18      | 19      | 20      | 21      | 22      | 23      |
| 9       | 24      | 25      | 26      | 27      | 28      |         |         |

| März | März | März | März | März | März | März | März |
| Kw   | Mo   | Di   | Mi   | Do   | Fr   | Sa   | So   |
| ---- | ---- | ---- | ---- | ---- | ---- | ---- | ---- |
| 9    |      |      |      |      |      | 1    | 2    |
| 10   | 3    | 4    | 5    | 6    | 7    | 8    | 9    |
| 11   | 10   | 11   | 12   | 13   | 14   | 15   | 16   |
| 12   | 17   | 18   | 19   | 20   | 21   | 22   | 23   |
| 1    | 24   | 25   | 26   | 27   | 28   | 29   | 30   |
| 14   | 31   |      |      |      |      |      |      |

| April | April | April | April | April | April | April | April |
| Kw    | Mo    | Di    | Mi    | Do    | Fr    | Sa    | So    |
| ----- | ----- | ----- | ----- | ----- | ----- | ----- | ----- |
| 14    |       | 1     | 2     | 3     | 4     | 5     | 6     |
| 15    | 7     | 8     | 9     | 10    | 11    | 12    | 13    |
| 16    | 14    | 15    | 16    | 17    | 18    | 19    | 20    |
| 17    | 21    | 22    | 23    | 24    | 25    | 26    | 27    |
| 18    | 28    | 29    | 30    |       |       |       |       |

| Mai | Mai | Mai | Mai | Mai | Mai | Mai | Mai |
| Kw  | Mo  | Di  | Mi  | Do  | Fr  | Sa  | So  |
| --- | --- | --- | --- | --- | --- | --- | --- |
| 18  |     |     |     | 1   | 2   | 3   | 4   |
| 19  | 5   | 6   | 7   | 8   | 9   | 10  | 11  |
| 20  | 12  | 13  | 14  | 15  | 16  | 17  | 18  |
| 21  | 19  | 20  | 21  | 22  | 23  | 24  | 25  |
| 22  | 26  | 27  | 28  | 29  | 30  | 31  |     |

| Juni | Juni | Juni | Juni | Juni | Juni | Juni | Juni |
| Kw   | Mo   | Di   | Mi   | Do   | Fr   | Sa   | So   |
| ---- | ---- | ---- | ---- | ---- | ---- | ---- | ---- |
| 22   |      |      |      |      |      |      | 1    |
| 23   | 2    | 3    | 4    | 5    | 6    | 7    | 8    |
| 24   | 9    | 10   | 11   | 12   | 13   | 14   | 15   |
| 25   | 16   | 17   | 18   | 19   | 20   | 21   | 22   |
| 26   | 23   | 24   | 25   | 26   | 27   | 28   | 29   |
| 27   | 30   |      |      |      |      |      |      |

| Juli | Juli | Juli | Juli | Juli | Juli | Juli | Juli |
| Kw   | Mo   | Di   | Mi   | Do   | Fr   | Sa   | So   |
| ---- | ---- | ---- | ---- | ---- | ---- | ---- | ---- |
| 27   |      | 1    | 2    | 3    | 4    | 5    | 6    |
| 2    | 7    | 8    | 9    | 10   | 11   | 12   | 13   |
| 29   | 14   | 15   | 16   | 17   | 18   | 19   | 20   |
| 30   | 21   | 22   | 23   | 24   | 25   | 26   | 27   |
| 31   | 28   | 29   | 30   | 31   |      |      |      |

| August | August | August | August | August | August | August | August |
| Kw     | Mo     | Di     | Mi     | Do     | Fr     | Sa     | So     |
| ------ | ------ | ------ | ------ | ------ | ------ | ------ | ------ |
| 31     |        |        |        |        | 1      | 2      | 3      |
| 32     | 4      | 5      | 6      | 7      | 8      | 9      | 10     |
| 33     | 11     | 12     | 13     | 14     | 15     | 16     | 17     |
| 34     | 18     | 19     | 20     | 21     | 22     | 23     | 24     |
| 35     | 25     | 26     | 27     | 28     | 29     | 30     | 31     |

| September | September | September | September | September | September | September | September |
| Kw        | Mo        | Di        | Mi        | Do        | Fr        | Sa        | So        |
| --------- | --------- | --------- | --------- | --------- | --------- | --------- | --------- |
| 36        | 1         | 2         | 3         | 4         | 5         | 6         | 7         |
| 37        | 8         | 9         | 10        | 11        | 12        | 13        | 14        |
| 38        | 15        | 16        | 17        | 18        | 19        | 20        | 21        |
| 39        | 22        | 23        | 24        | 25        | 26        | 27        | 28        |
| 40        | 29        | 30        |           |           |           |           |           |

| Oktober | Oktober | Oktober | Oktober | Oktober | Oktober | Oktober | Oktober |
| Kw      | Mo      | Di      | Mi      | Do      | Fr      | Sa      | So      |
| ------- | ------- | ------- | ------- | ------- | ------- | ------- | ------- |
| 40      |         |         | 1       | 2       | 3       | 4       | 5       |
| 41      | 6       | 7       | 8       | 9       | 10      | 11      | 12      |
| 42      | 13      | 14      | 15      | 16      | 17      | 18      | 19      |
| 43      | 20      | 21      | 22      | 23      | 24      | 25      | 26      |
| 44      | 27      | 28      | 29      | 30      | 31      |         |         |

| November | November | November | November | November | November | November | November |
| Kw       | Mo       | Di       | Mi       | Do       | Fr       | Sa       | So       |
| -------- | -------- | -------- | -------- | -------- | -------- | -------- | -------- |
| 44       |          |          |          |          |          | 1        | 2        |
| 45       | 3        | 4        | 5        | 6        | 7        | 8        | 9        |
| 46       | 10       | 11       | 12       | 13       | 14       | 15       | 16       |
| 47       | 17       | 18       | 19       | 20       | 21       | 22       | 23       |
| 48       | 24       | 25       | 26       | 27       | 28       | 29       | 30       |

| Dezember | Dezember | Dezember | Dezember | Dezember | Dezember | Dezember | Dezember |
| Kw       | Mo       | Di       | Mi       | Do       | Fr       | Sa       | So       |
| -------- | -------- | -------- | -------- | -------- | -------- | -------- | -------- |
| 49       | 1        | 2        | 3        | 4        | 5        | 6        | 7        |
| 50       | 8        | 9        | 10       | 11       | 12       | 13       | 14       |
| 51       | 15       | 16       | 17       | 18       | 19       | 20       | 21       |
| 52       | 22       | 23       | 24       | 25       | 26       | 27       | 28       |
| 1        | 29       | 30       | 31       |          |          |          |          |

| Januar | Januar | Januar | Januar | Januar | Januar | Januar | Januar |
| Kw     | Mo     | Di     | Mi     | Do     | Fr     | Sa     | So     |
| ------ | ------ | ------ | ------ | ------ | ------ | ------ | ------ |
| 1      |        |        | 1      | 2      | 3      | 4      | 5      |
| 2      | 6      | 7      | 8      | 9      | 10     | 11     | 12     |
| 3      | 13     | 14     | 15     | 16     | 17     | 18     | 19     |
| 4      | 20     | 21     | 22     | 23     | 24     | 25     | 26     |
| 5      | 27     | 28     | 29     | 30     | 31     |        |        |

| Februar | Februar | Februar | Februar | Februar | Februar | Februar | Februar |
| Kw      | Mo      | Di      | Mi      | Do      | Fr      | Sa      | So      |
| ------- | ------- | ------- | ------- | ------- | ------- | ------- | ------- |
| 5       |         |         |         |         |         | 1       | 2       |
| 6       | 3       | 4       | 5       | 6       | 7       | 8       | 9       |
| 7       | 10      | 11      | 12      | 13      | 14      | 15      | 16      |
| 8       | 17      | 18      | 19      | 20      | 21      | 22      | 23      |
| 9       | 24      | 25      | 26      | 27      | 28      |         |         |

| März | März | März | März | März | März | März | März |
| Kw   | Mo   | Di   | Mi   | Do   | Fr   | Sa   | So   |
| ---- | ---- | ---- | ---- | ---- | ---- | ---- | ---- |
| 9    |      |      |      |      |      | 1    | 2    |
| 10   | 3    | 4    | 5    | 6    | 7    | 8    | 9    |
| 11   | 10   | 11   | 12   | 13   | 14   | 15   | 16   |
| 12   | 17   | 18   | 19   | 20   | 21   | 22   | 23   |
| 1    | 24   | 25   | 26   | 27   | 28   | 29   | 30   |
| 14   | 31   |      |      |      |      |      |      |

| April | April | April | April | April | April | April | April |
| Kw    | Mo    | Di    | Mi    | Do    | Fr    | Sa    | So    |
| ----- | ----- | ----- | ----- | ----- | ----- | ----- | ----- |
| 14    |       | 1     | 2     | 3     | 4     | 5     | 6     |
| 15    | 7     | 8     | 9     | 10    | 11    | 12    | 13    |
| 16    | 14    | 15    | 16    | 17    | 18    | 19    | 20    |
| 17    | 21    | 22    | 23    | 24    | 25    | 26    | 27    |
| 18    | 28    | 29    | 30    |       |       |       |       |

| Mai | Mai | Mai | Mai | Mai | Mai | Mai | Mai |
| Kw  | Mo  | Di  | Mi  | Do  | Fr  | Sa  | So  |
| --- | --- | --- | --- | --- | --- | --- | --- |
| 18  |     |     |     | 1   | 2   | 3   | 4   |
| 19  | 5   | 6   | 7   | 8   | 9   | 10  | 11  |
| 20  | 12  | 13  | 14  | 15  | 16  | 17  | 18  |
| 21  | 19  | 20  | 21  | 22  | 23  | 24  | 25  |
| 22  | 26  | 27  | 28  | 29  | 30  | 31  |     |

| Juni | Juni | Juni | Juni | Juni | Juni | Juni | Juni |
| Kw   | Mo   | Di   | Mi   | Do   | Fr   | Sa   | So   |
| ---- | ---- | ---- | ---- | ---- | ---- | ---- | ---- |
| 22   |      |      |      |      |      |      | 1    |
| 23   | 2    | 3    | 4    | 5    | 6    | 7    | 8    |
| 24   | 9    | 10   | 11   | 12   | 13   | 14   | 15   |
| 25   | 16   | 17   | 18   | 19   | 20   | 21   | 22   |
| 26   | 23   | 24   | 25   | 26   | 27   | 28   | 29   |
| 27   | 30   |      |      |      |      |      |      |

| Juli | Juli | Juli | Juli | Juli | Juli | Juli | Juli |
| Kw   | Mo   | Di   | Mi   | Do   | Fr   | Sa   | So   |
| ---- | ---- | ---- | ---- | ---- | ---- | ---- | ---- |
| 27   |      | 1    | 2    | 3    | 4    | 5    | 6    |
| 2    | 7    | 8    | 9    | 10   | 11   | 12   | 13   |
| 29   | 14   | 15   | 16   | 17   | 18   | 19   | 20   |
| 30   | 21   | 22   | 23   | 24   | 25   | 26   | 27   |
| 31   | 28   | 29   | 30   | 31   |      |      |      |

| August | August | August | August | August | August | August | August |
| Kw     | Mo     | Di     | Mi     | Do     | Fr     | Sa     | So     |
| ------ | ------ | ------ | ------ | ------ | ------ | ------ | ------ |
| 31     |        |        |        |        | 1      | 2      | 3      |
| 32     | 4      | 5      | 6      | 7      | 8      | 9      | 10     |
| 33     | 11     | 12     | 13     | 14     | 15     | 16     | 17     |
| 34     | 18     | 19     | 20     | 21     | 22     | 23     | 24     |
| 35     | 25     | 26     | 27     | 28     | 29     | 30     | 31     |

| September | September | September | September | September | September | September | September |
| Kw        | Mo        | Di        | Mi        | Do        | Fr        | Sa        | So        |
| --------- | --------- | --------- | --------- | --------- | --------- | --------- | --------- |
| 36        | 1         | 2         | 3         | 4         | 5         | 6         | 7         |
| 37        | 8         | 9         | 10        | 11        | 12        | 13        | 14        |
| 38        | 15        | 16        | 17        | 18        | 19        | 20        | 21        |
| 39        | 22        | 23        | 24        | 25        | 26        | 27        | 28        |
| 40        | 29        | 30        |           |           |           |           |           |

| Oktober | Oktober | Oktober | Oktober | Oktober | Oktober | Oktober | Oktober |
| Kw      | Mo      | Di      | Mi      | Do      | Fr      | Sa      | So      |
| ------- | ------- | ------- | ------- | ------- | ------- | ------- | ------- |
| 40      |         |         | 1       | 2       | 3       | 4       | 5       |
| 41      | 6       | 7       | 8       | 9       | 10      | 11      | 12      |
| 42      | 13      | 14      | 15      | 16      | 17      | 18      | 19      |
| 43      | 20      | 21      | 22      | 23      | 24      | 25      | 26      |
| 44      | 27      | 28      | 29      | 30      | 31      |         |         |

| November | November | November | November | November | November | November | November |
| Kw       | Mo       | Di       | Mi       | Do       | Fr       | Sa       | So       |
| -------- | -------- | -------- | -------- | -------- | -------- | -------- | -------- |
| 44       |          |          |          |          |          | 1        | 2        |
| 45       | 3        | 4        | 5        | 6        | 7        | 8        | 9        |
| 46       | 10       | 11       | 12       | 13       | 14       | 15       | 16       |
| 47       | 17       | 18       | 19       | 20       | 21       | 22       | 23       |
| 48       | 24       | 25       | 26       | 27       | 28       | 29       | 30       |

| Dezember | Dezember | Dezember | Dezember | Dezember | Dezember | Dezember | Dezember |
| Kw       | Mo       | Di       | Mi       | Do       | Fr       | Sa       | So       |
| -------- | -------- | -------- | -------- | -------- | -------- | -------- | -------- |
| 49       | 1        | 2        | 3        | 4        | 5        | 6        | 7        |
| 50       | 8        | 9        | 10       | 11       | 12       | 13       | 14       |
| 51       | 15       | 16       | 17       | 18       | 19       | 20       | 21       |
| 52       | 22       | 23       | 24       | 25       | 26       | 27       | 28       |
| 1        | 29       | 30       | 31       |          |          |          |          |

## Ereignisse

### Politik und Weltgeschehen

#### Iberische Halbinsel

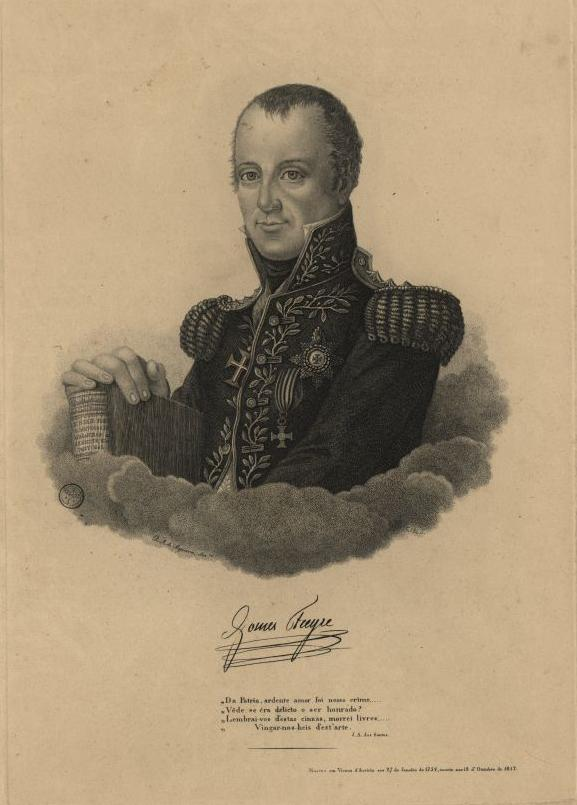
Gomes Freire de Andrade

In Portugal scheitert ein Aufstand liberaler und freimaurerischer Kräfte gegen die nach den Napoleonischen Kriegen errichtete Militärdiktatur unter dem britischen General William Carr Beresford. Mehrere Verschwörer, unter ihnen Gomes Freire de Andrade, werden verhaftet und am 18. Oktober hingerichtet.

#### Deutscher Bund

Deutsche Trikolore auf dem Wartburgfest

Etwa 500 studentische Vertreter deutscher Universitäten treffen sich am 18./19. Oktober aus Protest gegen das ihrer Ansicht nach reaktionäre politische System zum Wartburgfest in Eisenach. Auch mehrere Professoren der Universität Jena nehmen teil, namentlich die Mediziner Dietrich Georg von Kieser und Lorenz Oken, der Historiker Heinrich Luden und der Philosoph Jakob Friedrich Fries. Der Student Ludwig Roediger hält eine viel beachtete „Feuerrede“. Nach Abschluss des offiziellen Festes werden auf Initiative von Hans Ferdinand Maßmann zahlreiche als reaktionär wahrgenommene Bücher und Schriften verbrannt.

#### Kaukasus

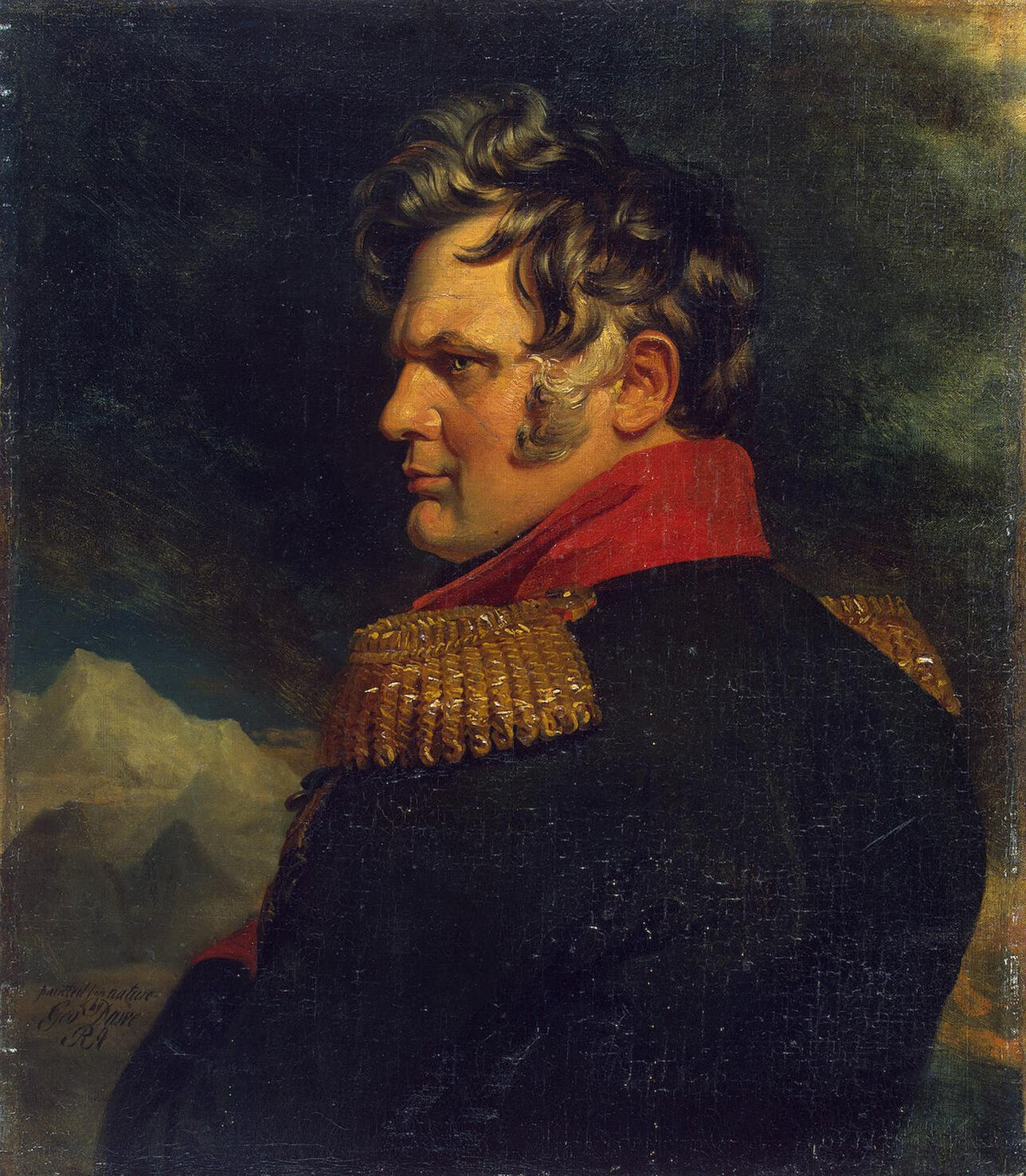
Alexei P. Jermolow

Der Kaukasuskrieg beginnt, militärische Aktionen des Russischen Kaiserreiches, die das Ziel haben, die vollständige Kontrolle über den Nordkaukasus zu erlangen. Dagegen wehren sich die autochthonen Volksgruppen wie zum Beispiel die Tscherkessen und Tschetschenen. Russische Truppen unter Alexei Petrowitsch Jermolow, Generalgouverneur (Vizekönig) der russischen Transkaukasischen Provinzen, rücken nach Nordtschetschenien vor und gründen die Festung Grozny.

#### Asien
- 31. Oktober: Nach der Abdankung von Kaiser Kōkaku erfolgt die Inthronisation seines Sohnes Ninkō in Japan als Tennō.
- 21. Dezember: Im Dritten Marathenkrieg besiegen die Soldaten der Britischen Ostindien-Kompanie in der Schlacht von Mahidpur die Armee aus Indore.

#### Pazifik
- Die Russisch-Amerikanische Kompagnie unter Georg Anton Schäffer verlässt wegen mangelnder Unterstützung aus Sankt Petersburg ihre Niederlassung auf Hawaii.

#### Nordamerika
- 3. März: Das Alabama-Territorium wird vom Mississippi-Territorium abgespalten.

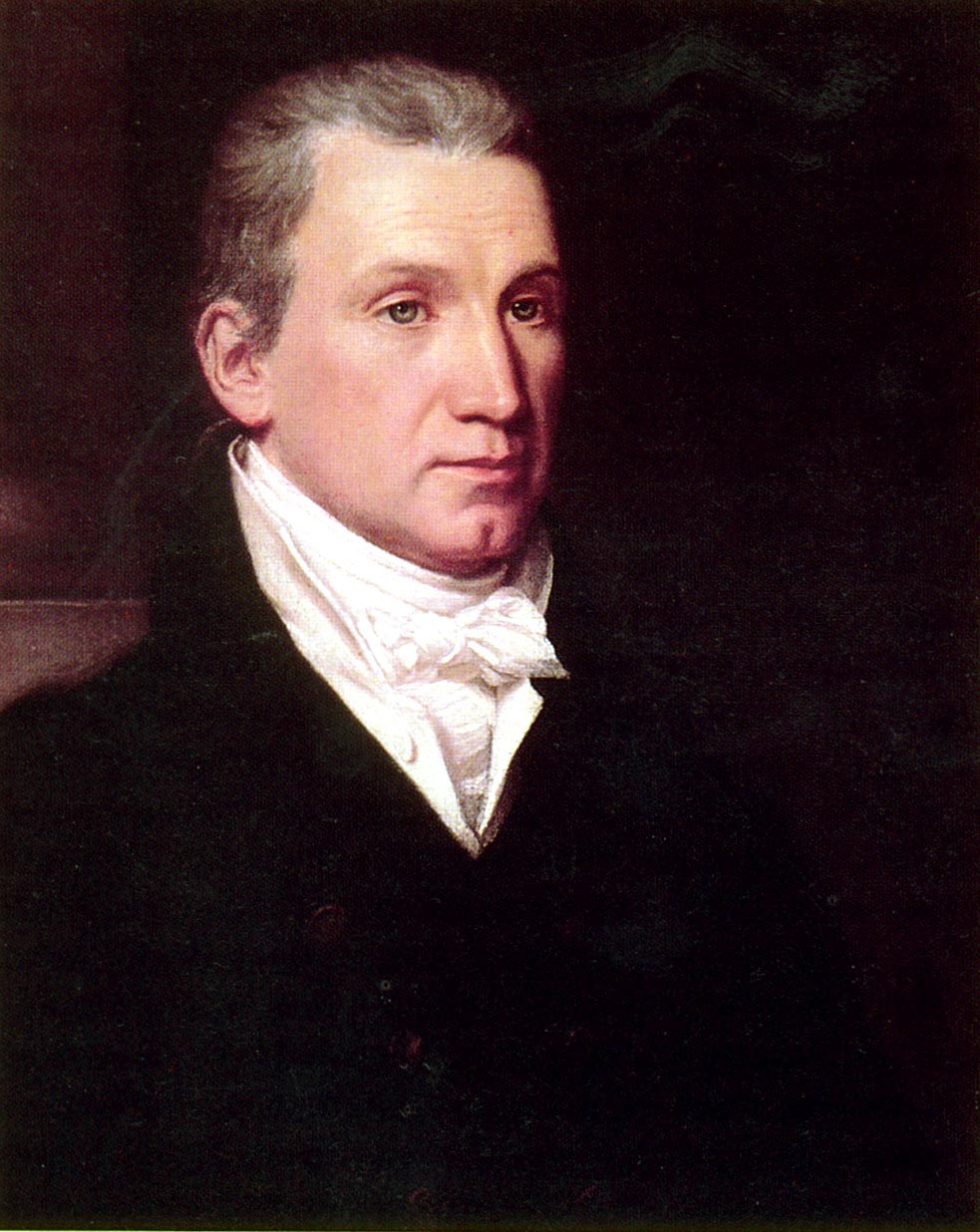
James Monroe

- 4. März: James Monroe wird fünfter Präsident der Vereinigten Staaten von Amerika. Er löst seinen Parteifreund James Madison von der Demokratisch-Republikanischen Partei ab, in dessen Kabinett er Außenminister war.
- April/Mai: DeWitt Clinton gewinnt die Gouverneurswahl in New York, die notwendig geworden ist, weil der bisherige Gouverneur Daniel D. Tompkins im Vorjahr zum Vizepräsidenten der Vereinigten Staaten gewählt worden ist.
- 29. Juni: Mit finanzieller Unterstützung durch US-amerikanische Geldgeber erobert der Abenteurer Gregor MacGregor die Insel Amelia Island vor Florida. Die weitere Eroberung Floridas von Spanien scheitert aber an der mangelnden weiteren Unterstützung durch die Geldgeber.
- Juli: Während sich der französische Pirat und mexikanische Gouverneur von Galveston, Louis Michel Aury, auf Kaperfahrt gegen die Spanier befindet, erobert sein französischer Landsmann Jean Laffite die Stadt und gründet den Piratenstaat Campeche, der bis 1821 Bestand hat. Aury verzichtet am 31. Juli auf sein Gouverneursamt und schließt sich Gregor MacGregor auf Amelia Island an.
- 29. September: Die Krieger und Häuptlinge der Wyandot-, Seneca-, Lenni-Lenape-, Shawnee-, Potawatomi-, Ottawa- und Anishinabe-Indianer am Ohio River überlassen im Vertrag von Fort Meigs ihr restliches Land den Vereinigten Staaten, das von den Weißen bereits längst besiedelt wird.

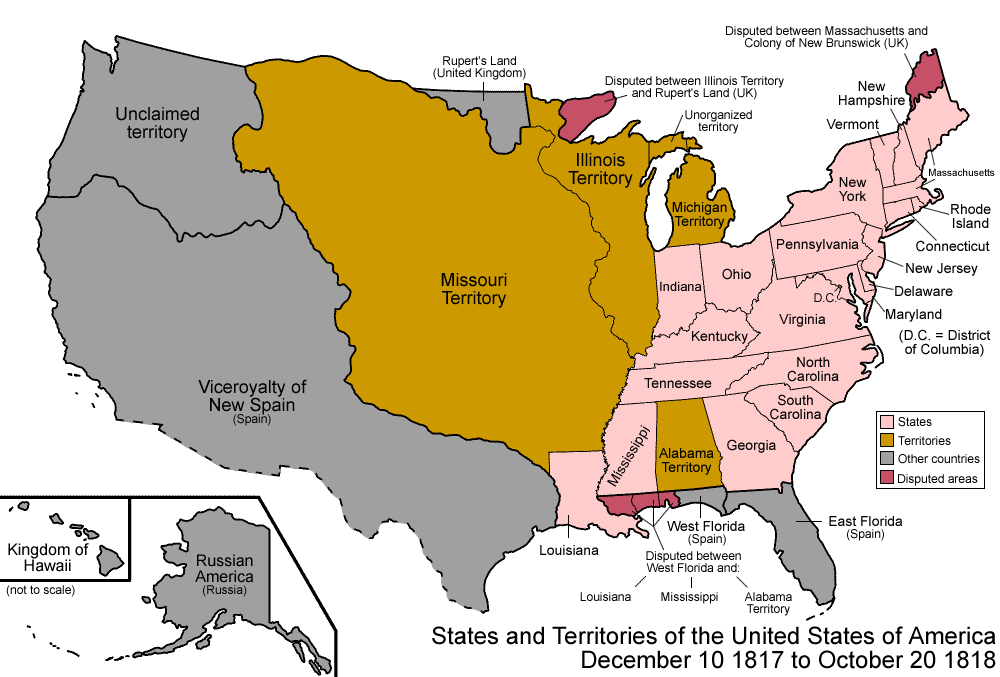
Die Vereinigten Staaten nach der Aufnahme Mississippis

- 10. Dezember: Das bisherige Mississippi-Territorium wird unter dem Namen Mississippi als 20. Bundesstaat in die Vereinigten Staaten aufgenommen.

#### Südamerika
- 19. Januar: Der südamerikanische Revolutionär José de San Martín bricht mit über 5.400 Soldaten aus Argentinien über die Anden auf, um Chile und Peru von spanischer Kolonialherrschaft zu befreien.

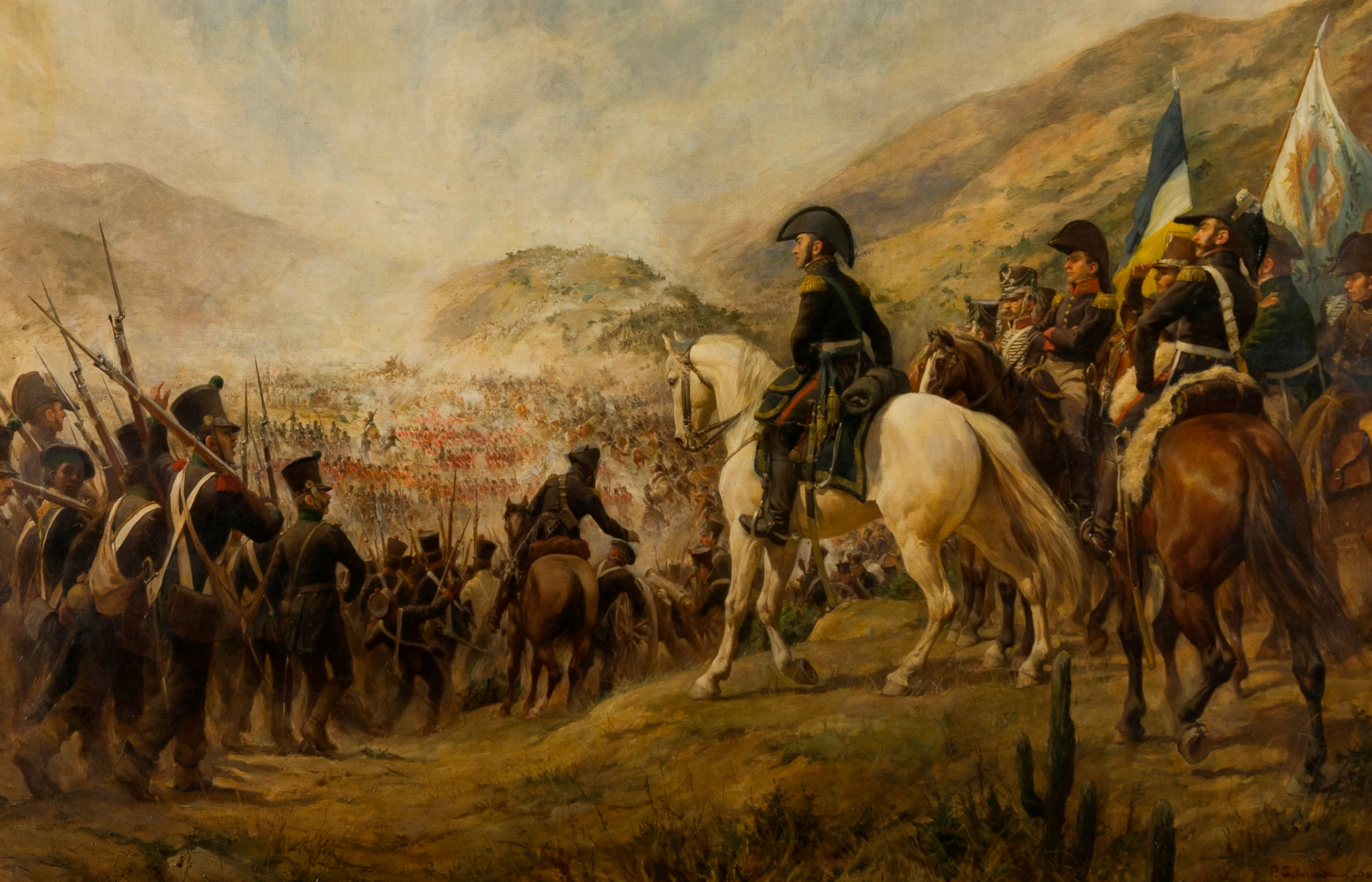
Darstellung der Schlacht von Chacabuco, Gemälde von Pedro Subercaseaux Errázuriz

- 12. Februar: Im chilenischen Unabhängigkeitskampf kommt es zwischen Rebellen und spanischen Truppen zur Schlacht von Chacabuco. Die Unabhängigkeitskämpfer siegen und können zwei Tage später in Santiago einziehen.

### Wirtschaft
- 25. Januar: Die liberale schottische Tageszeitung The Scotsman erscheint erstmals.
- 8. März: Die New York Stock Exchange gibt sich ein Börsenreglement und richtet eine formelle Geschäftsorganisation ein.
- April: Im Verlag Blackwood & Sons erscheint erstmals das Edinburgh Monthly Magazine, eine Monatsschrift für Literatur, Politik und Philosophie. Die Monatszeitschrift ist als Tory-nahe Konkurrenz zum einflussreichen Whig-nahen Vierteljahresmagazins Edinburgh Review konzipiert.
- 10. Juli: Der schottische Physiker David Brewster erhält ein britisches Patent auf das von ihm wiederentdeckte Kaleidoskop.
- 9. August: Johann Friedrich Gottlob Koenig und Andreas Friedrich Bauer gründen die älteste Druckmaschinenfabrik der Welt: Koenig & Bauer.

### Wissenschaft und Technik

#### Ägypten

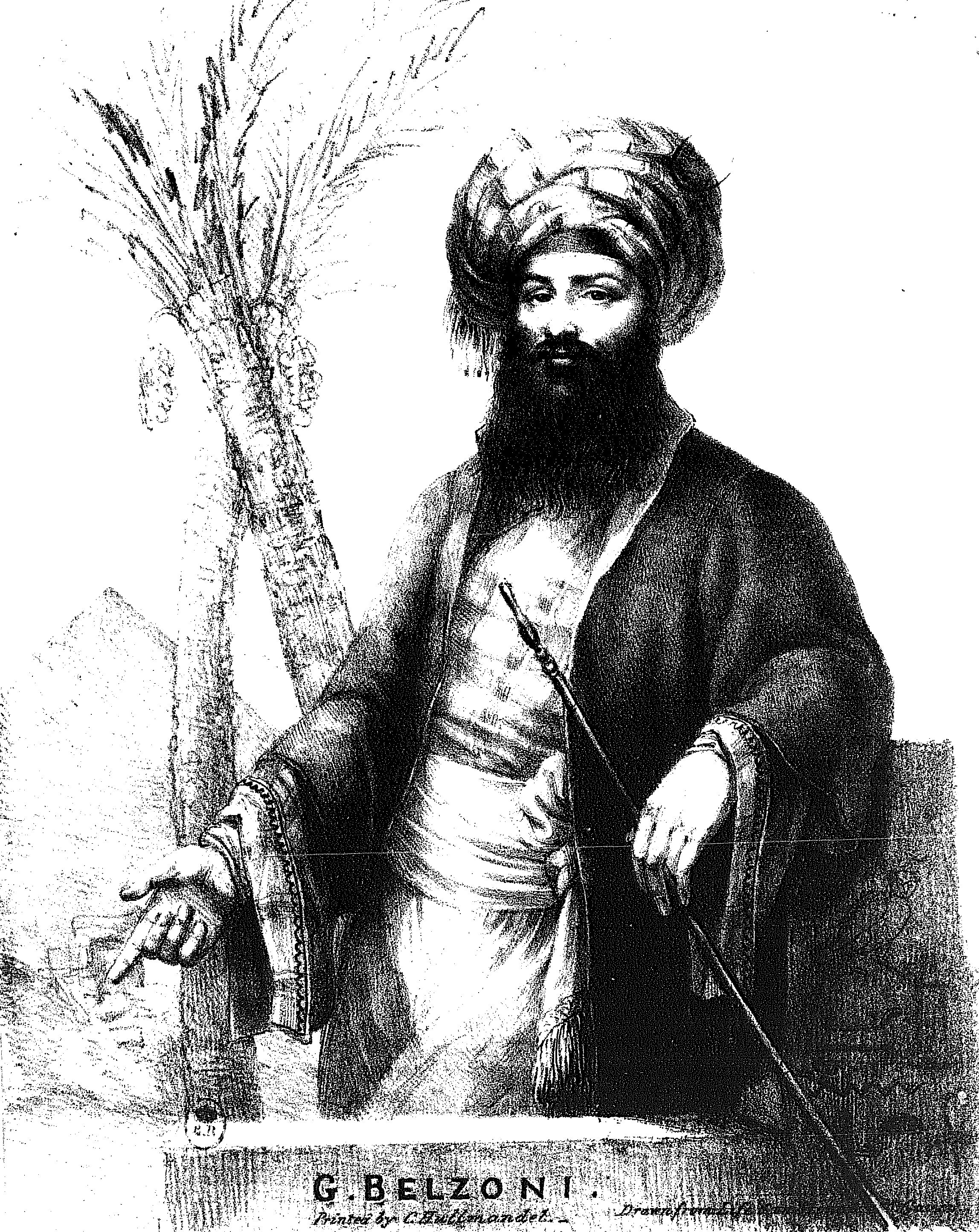
Giovanni Battista Belzoni

- 1. August: Der italienische Abenteurer Giovanni Battista Belzoni befreit den Eingang des 1813 entdeckten großen Tempels von Abu Simbel vom Sand und dringt erstmals ins Innere vor.
- 16. Oktober: Im Tal der Könige werden auf Drängen von Giovanni Battista Belzoni weitere Grabungsarbeiten durchgeführt, die zwei Tage später zum Freilegen eines Eingangs in das Grab des Pharaonen Sethos I. führen.
- 18. Oktober: Giovanni Battista Belzoni gelangt in das entdeckte Grab des Pharaonen Sethos I. und findet Indizien, die auf über Jahrhunderte zuvor eingedrungene Grabräuber hindeuten.

#### Lehre und Forschung
- 12. April: Durch den Zusammenschluss der Universität Halle und der Universität Wittenberg entsteht die Vereinigte Friedrichs-Universität Halle-Wittenberg.
- 15. April: In Hartford (Connecticut) gründen Thomas Hopkins Gallaudet und Laurent Clerc eine der ersten Gehörlosenschulen Amerikas, das Connecticut Asylum for the Education and Instruction of Deaf and Dumb Persons.
- 9. Oktober: Die Universität Gent wird feierlich eröffnet.

#### Sonstige technische und wissenschaftliche Ereignisse
- 12. Juni: Karl Drais unternimmt in Mannheim die erste öffentliche Fahrt mit der von ihm erfundenen Draisine (Vorläufer des Fahrrads).
- 18. Juni: In London wird die Waterloo Bridge vom Prinzregenten Georg offiziell eröffnet. Die von John Rennie senior konzipierte Brücke ist die längste in der Stadt.
- Pierre Joseph Pelletier und Joseph Bienaimé Caventou isolieren aus Pflanzen einen grünen Farbstoff, den sie Chlorophyll nennen.
- Die chemischen Elemente Cadmium, Selen und Lithium werden entdeckt.

### Kultur

#### Musik und Theater

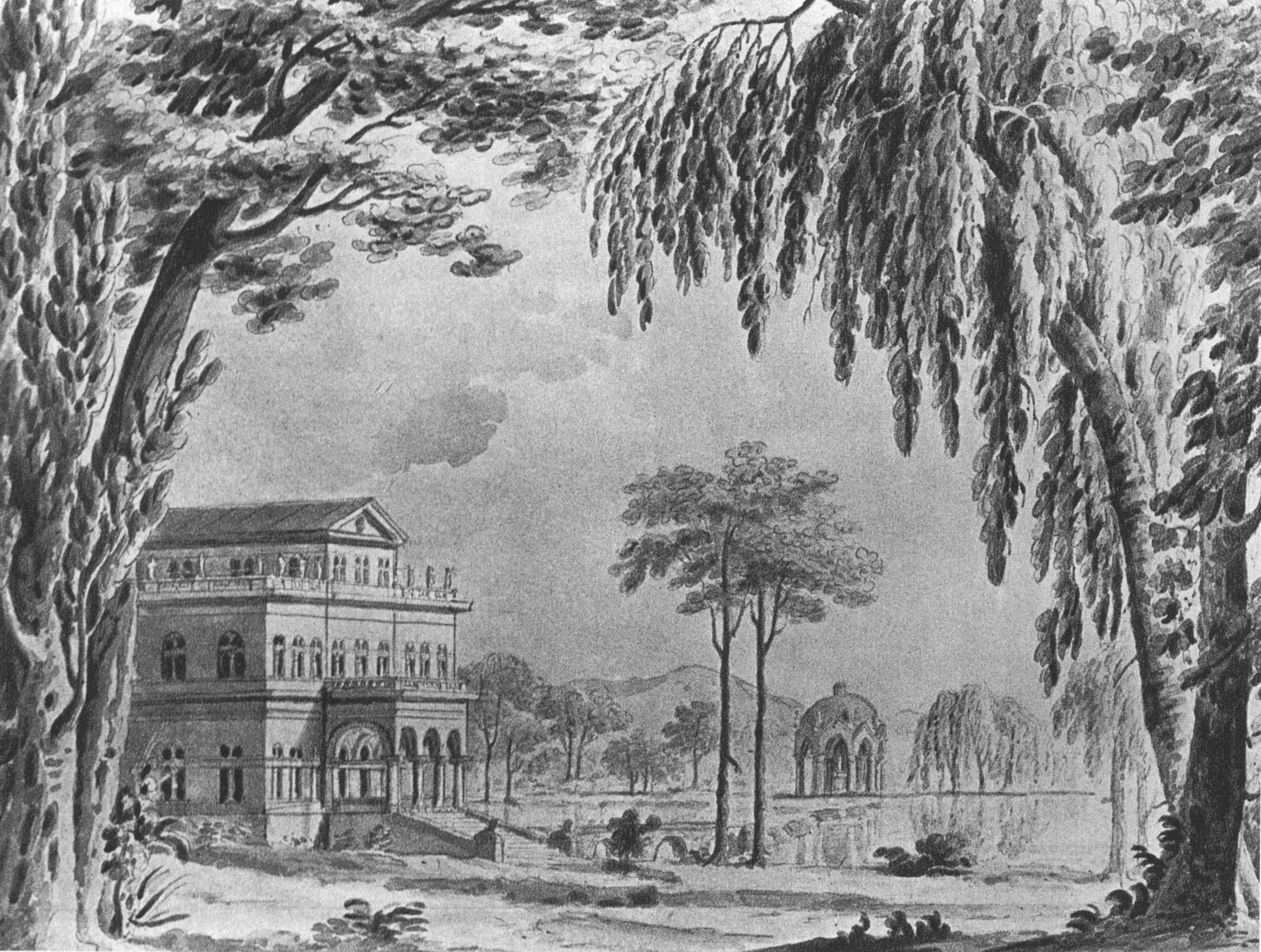
Alessandro Sanquirico: Bühnenbildentwurf zu La Cenerentola, erster Akt, drittes Bild, Teatro alla Scala 1817

- 25. Januar: Die Oper La Cenerentola ossia La bontà in trionfo von Gioachino Rossini hat ihre Uraufführung am Teatro della Valle in Rom. Das Libretto stammt von Jacopo Ferretti auf der Basis des Märchens Aschenputtel.
- 12. April: Im Hoftheater in Weimar setzt Karoline Jagemann, Sängerin und Mätresse des Herzogs Karl August, den Auftritt eines dressierten Pudels in dem Melodram Der Hund des Aubry von René Charles Guilbert de Pixérécourt durch, gegen Goethes Protest und schriftliche Rücktrittsdrohung, die der Herzogs anderntags mit Goethes Entlassung als Theaterleiter beantwortet.

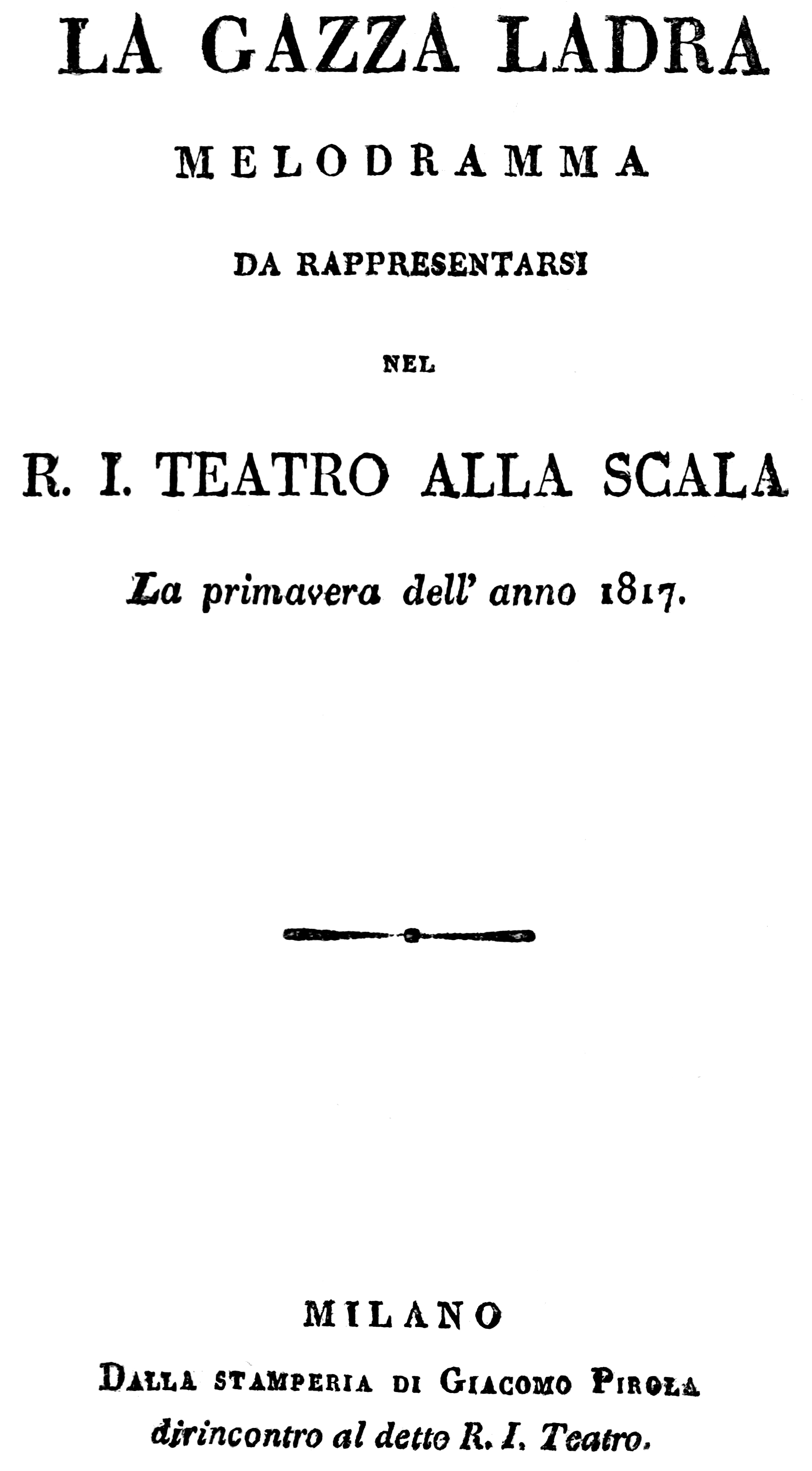
Titelblatt des Librettos, Mailand 1817

- 31. Mai: Die Uraufführung der Opera semiseria La gazza ladra (Die diebische Elster) von Gioacchino Rossini findet am Teatro alla Scala di Milano in Mailand statt. Das Libretto des italienischen Arztes und Dichters Giovanni Gherardini bezieht sich auf das Melodram La Pie voleuse, ou la Servante de Palaiseau, das der französische Theaterschriftsteller Louis-Charles Caigniez gemeinsam mit seinem Kollegen Jean-Marie-Théodore Baudouin d’Aubigny geschrieben hat.
- Juli: Franz Schubert vollendet eines seiner bekanntesten und beliebtesten Kunstlieder, Die Forelle. Der Text stammt von Christian Friedrich Daniel Schubart.
- 11. November Armida, eine romantische Oper von Gioachino Rossini wird am Teatro San Carlo in Neapel mit Isabella Colbran in der Titelpartie uraufgeführt. Das Libretto stammt von Giovanni Schmidt nach Episoden aus dem 1574 vollendeten Epos  Das befreite Jerusalem von Torquato Tasso.
- 30. Dezember: Die Uraufführung der Oper Adelaide e Comingo von Giovanni Pacini erfolgt am Teatro Regio Ducale in Mailand.

#### Sonstiges
- Mai: Ein möglicher Fund von Gold löst den kurzzeitigen Goldrausch zu Bodenmais aus
- 29. Juli: Der österreichische Kaiser Franz I. weist per Dekret das Errichten des Kaiser-Franz-Museums in Brünn an, das jetzige Mährische Landesmuseum.
- 5. Oktober: In Brüssel wird die Brunnenfigur Manneken Pis gestohlen.

### Gesellschaft
- 9. Oktober: Lucie von Hardenberg, Tochter des königlich preußischen Staatskanzlers und Fürsten Karl August von Hardenberg, heiratet in zweiter Ehe den Grafen und Landschaftsarchitekten Hermann von Pückler-Muskau.

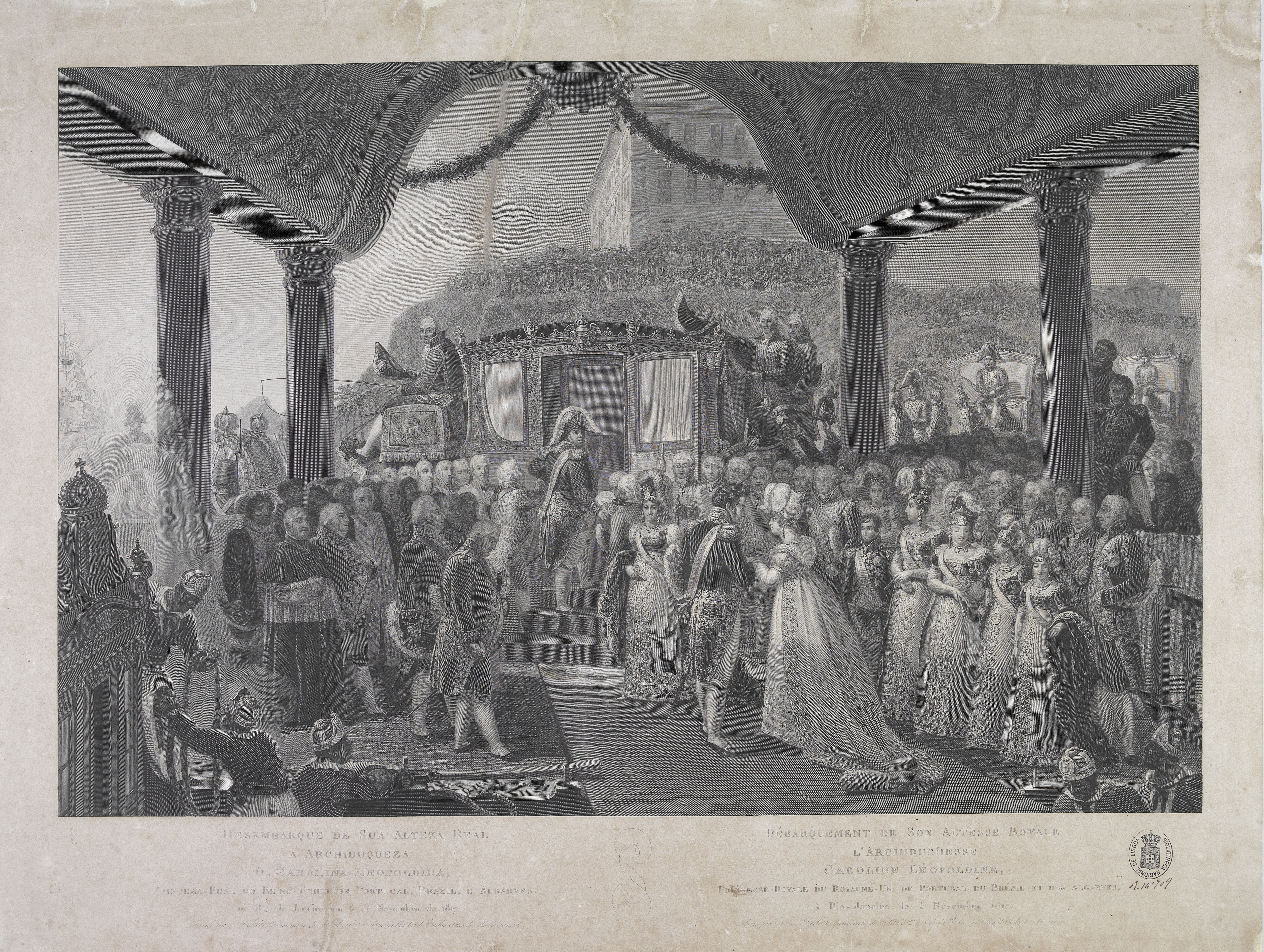
Das Eintreffen Leopoldines in Rio de Janeiro am 5. November

- 6. November: In Rio de Janeiro heiratet der portugiesische Kronprinz Dom Pedro die Habsburgerin Maria Leopoldine von Österreich, die erst zwei Tage zuvor im Rahmen der Österreichischen Brasilien-Expedition in Südamerika eingetroffen ist.
- 27. Oktober: Gründung der Breslauer Burschenschaft

### Religion
- 2. Januar: Marcellin Champagnat gründet in Frankreich die Maristen-Schulbrüder mit dem Ziel der religiösen Bildung Jugendlicher.
- 12. Juni: Papst Pius VII. veröffentlicht die Enzyklika Vineam quam plantavit, in der er nach der napoleonischen Herrschaft die Wiederherstellung der Diözesen in Frankreich ankündigt und den Aufbau weiterer Bistümer und Erzbistümer vorschlägt.
- 27. September: König Friedrich Wilhelm III. verordnet in Preußen als Inhaber des landesherrlichen Kirchenregiments die Vereinigung der reformierten und lutherischen Gemeinden zu einer „unierten“ Kirche.
- 24. Oktober: Bayerns König Maximilian I. Joseph akzeptiert das mit dem Heiligen Stuhl ausgehandelte und nachgebesserte Konkordat. Es regelt unter anderem Fragen aus der Säkularisation des Kirchenbesitzes und der Mediatisierung der Reichsstände.
- 7. November: Die lutherischen und reformierten Gemeinden in Saarbrücken schließen sich zur Saarbrücker Union zusammen.

### Katastrophen
- Die erste Cholera-Pandemie nimmt in Indien ihren Ausgang.

### Sport
- August: Der Mainzer Turnverein von 1817 wird gegründet. Es ist heute der drittälteste noch existierende Turnverein in Deutschland.

## Geboren

### Januar/Februar
- 01. Januar: John W. Hall, US-amerikanischer Politiker († 1893)
- 02. Januar: François Chabas, französischer Ägyptologe († 1882)
- 06. Januar: James Joseph McCarthy, irischer Architekt († 1882)
- 07. Januar: John M. Sandidge, US-amerikanischer Politiker († 1890)
- 08. Januar: Gustav Godeffroy, deutscher Kaufmann und Hamburger Senator († 1893)
- 10. Januar: Friedrich Heimerdinger, deutscher Maler († 1882)
- 10. Januar: Amanz Jeker, Schweizer Jurist und Politiker († 1875)
- 12. Januar: Karl von Schmidt, deutscher Offizier († 1875)
- 15. Januar: Ida Schuselka-Brüning, österreichische Schauspielerin und Sängerin († 1903)
- 21. Januar: Jean Joseph Thonissen, Nationalökonom und Rechtslehrer († 1891)
- 22. Januar: Eugen Adam, deutscher Schlachtenmaler († 1880)
- 22. Januar: Johann Caspar Harkort VI., Pionier des deutschen Großbrückenbaus († 1896)
- 02. Februar: August Kramer (Erfinder), deutscher Erfinder († 1885)
- 08. Februar: Richard Stoddert Ewell, General der Konföderierten im Amerikanischen Bürgerkrieg († 1872)
- 09. Februar: Lucas Velázquez, spanischer Maler von Kriegsszenen, Figuren und Freskomaler († 1870)
- 15. Februar: Pietro Calvi, italienischer Freiheitskämpfer († 1855)
- 17. Februar: Christoph Moufang, Diözesanadministrator von Mainz († 1890)
- 18. Februar: Lewis Addison Armistead, Brigadegeneral im Amerikanischen Bürgerkrieg († 1863)
- 18. Februar: Johannes Bosboom, niederländischer Maler († 1891)

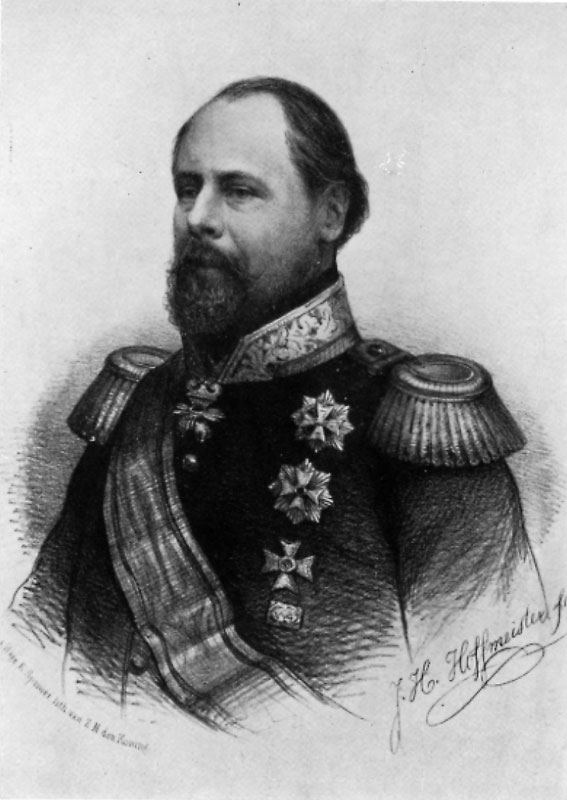
König Wilhelm III. der Niederlande

- 19. Februar: Wilhelm III., König der Niederlande († 1890)
- 21. Februar: José Zorrilla y Moral, spanischer Dichter und Dramatiker († 1893)
- 22. Februar: Karl Wilhelm Borchardt, deutscher Mathematiker († 1880)
- 22. Februar: Niels Wilhelm Gade, dänischer Komponist und Dirigent († 1890)
- 22. Februar: Ottilie Wildermuth, deutsche Schriftstellerin († 1877)
- 24. Februar: Auguste-Alexandre Ducrot, französischer General († 1882)
- 28. Februar: Ryszard Wincenty Berwiński, polnischer Dichter († 1879)
- 28. Februar: James S. Green, US-amerikanischer Politiker († 1870)
- 28. Februar: Eduard Pape, deutscher Theater-, Dekorations- und Landschaftsmaler († 1905)

### März/April
- 01. März: Giovanni Dupré, italienischer Bildhauer († 1882)
- 02. März: János Arany, ungarischer Dichter († 1882)
- 04. März: Edwin Flye, US-amerikanischer Politiker († 1886)
- 04. März: August Peters, deutscher Erzähler († 1864)
- 05. März: Austen Henry Layard, britischer Diplomat und Archäologe († 1894)
- 05. März: Moriz Carrière, deutscher Schriftsteller und Philosoph († 1895)
- 07. März: Jean-Pierre-Alexandre Antigna, französischer Maler († 1878)
- 09. März: Francisco del Rosario Sánchez, dominikanischer Politiker, einer der Gründungsväter der Dominikanischen Republik († 1861)
- 10. März: Karl Friedrich Ferdinand Lachmann, deutscher Pädagoge († 1881)
- 10. März: Marie Nathusius, deutsche Erzählerin und Liedkomponistin († 1857)
- 15. März: Franziska Möllinger, Schweizer Daguerreotypistin († 1880)
- 24. März: Aimé Maillart, französischer Komponist († 1871)
- 22. März: Braxton Bragg, General der Konföderierten im Amerikanischen Bürgerkrieg († 1876)
- 26. März: Christian Wilhelm Kreidel, deutscher Verleger († 1890)
- 27. März: Carl Wilhelm von Nägeli, Schweizer Botaniker († 1891)
- 29. März: Jean-Auguste Berthaut, französischer Militär und Politiker († 1881)
- 31. März: William Vandever, US-amerikanischer Politiker († 1893)
- 01. April: Johannes Jacobus van Oosterzee, niederländischer reformierter Theologe († 1882)
- 02. April: Pierre Zaccone, französischer Schriftsteller († 1895)
- 03. April: Mathilde Franziska Anneke, deutsche Schriftstellerin und Journalistin († 1884)
- 03. April: Theodor Esche, deutscher Textilunternehmer und Politiker († 1873)
- 04. April: Émile Prudent, französischer Pianist, Komponist und Musikpädagoge († 1863)
- 08. April: Walter Harriman, US-amerikanischer Politiker († 1884)
- 10. April: Konstantin Sergejewitsch Aksakow, russischer Schriftsteller († 1860)
- 10. April: John C. Robinson, US-amerikanischer Offizier und Politiker († 1897)
- 16. April: Rudolph von Delbrück, deutscher Politiker († 1903)

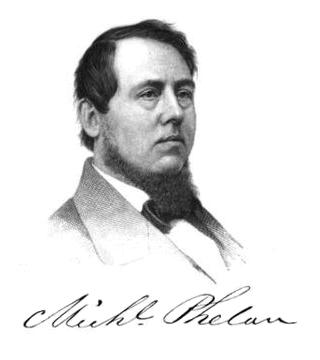
Michael Phelan

- 18. April: Michael Phelan, US-amerikanischer Billardspieler und Unternehmer († 1871)
- 20. April: Theodor von Mörner, deutscher Historiker und Archivar († 1874)
- 22. April: Joseph August Adam, österreichischer Kapellmeister, Komponist und Tierpräparator († 1891)
- 22. April: Andrew Gregg Curtin, US-amerikanischer Politiker († 1894)
- 22. April: Gideon von Krismanic, österreichischer Generalmajor († 1876)
- 24. April: Jean Charles Galissard de Marignac, Schweizer Chemiker († 1894)
- 26. April: Heinrich Siesmayer, deutscher Gärtner und Gartenarchitekt († 1900)
- 29. April: Vincent Graf Benedetti, französischer Diplomat († 1900)
- 00. April: Otto Mengelberg, deutscher Historien- und Porträtmaler und Lithograf († 1890)

### Mai/Juni
- 01. Mai: Karl Isidor Beck, österreichischer Dichter, Journalist und Schriftsteller († 1879)
- 02. Mai: Otto Georg Oppenheim, deutscher Jurist und Obertribunalrat († 1909)
- 04. Mai: Florian Ceynowa, kaschubischer Landwirt und Schriftsteller, praktizierte unerlaubt als Arzt († 1881)
- 08. Mai: Lorenz Hutschenreuther, deutscher Porzellanunternehmer († 1886)
- 10. Mai: Emma Herwegh, deutsche Revolutionärin († 1904)
- 11. Mai: Fanny Cerrito, italienische Balletttänzerin und Choreographin († 1909)
- 11. Mai: John F. Potter, US-amerikanischer Jurist und Politiker († 1899)
- 12. Mai: Edmund Heusinger von Waldegg, deutscher Maschinenbau-Ingenieur und Eisenbahnpionier († 1886)
- 14. Mai: Alexander Kaufmann, deutscher Schriftsteller († 1893)
- 17. Mai: Carl Kuntze, deutscher Komponist und Musiker († 1883)
- 17. Mai: William B. Small, US-amerikanischer Politiker († 1878)
- 20. Mai: Edward Armitage, englischer Historienmaler († 1896)
- 21. Mai: Hermann Lotze, deutscher Philosoph († 1881)
- 21. Mai: Niklaus Riggenbach, Schweizer Ingenieur, Erfinder der Zahnradbahn († 1899)
- 21. Mai: Edwin White, US-amerikanischer Maler († 1877)
- 29. Mai: Benedikt von Arx, schweizerischer Politiker, Notar und Richter († 1875)
- 30. Mai: Hermann August Hagen, deutscher Entomologe († 1893)
- 31. Mai: Edouard Deldevez, französischer Komponist, Violinist und Dirigent († 1897)
- 31. Mai: Georg Herwegh, deutscher Dichter († 1875)
- 01. Juni: Eduard Güder, reformierter Theologe († 1882)
- 03. Juni: Clementine d’Orléans, französische Prinzessin († 1907)
- 03. Juni: Pauline von Mallinckrodt, Ordensgründerin († 1881)
- 06. Juni: Alexander Forbes, schottischer Bischof († 1875)
- 07. Juni: Carl Gottlieb Elsässer, australischer Komponist und Musikpädagoge († 1885)
- 09. Juni: Heinrich Volkmar Andreae, deutsch-schweizerischer Apotheker († 1900)
- 09. Juni: Hermann Victor Andreae, deutscher Theologe, Arzt, Philosoph, Jurist und Sprachwissenschaftler († 1889)
- 09. Juni: Karl Gustav von Sandrart, preußischer General der Infanterie († 1898)
- 13. Juni: Antonio de Torres, spanischer Gitarrenbauer († 1892)
- 14. Juni: Charles Auguste Fraikin, belgischer Bildhauer († 1893)
- 14. Juni: Theobald Kerner, deutscher Arzt und Dichter († 1907)
- 18. Juni: Jang Bahadur Rana, Premierminister des Königreichs Gorkha (Nepal) († 1877)
- 23. Juni: Louis Brisson, französischer katholischer Priester, Gründer der Oblatinnen und Oblaten des hl. Franz v. Sales († 1908)
- 23. Juni: Heinrich Schacht, deutscher Schriftsteller und Arbeiterdichter († 1863)
- 26. Juni: Bertrando Spavénta, italienischer Philosoph († 1883)
- 26. Juni: Bernhard Windscheid, deutscher Jurist († 1892)
- 26. Juni: Branwell Brontë, britischer Maler und Autor († 1848)
- 27. Juni: Marie Louise von François, deutsche Schriftstellerin († 1893)
- 30. Juni: Joseph Dalton Hooker, englischer Botaniker und Reisender († 1911)

### Juli/August
- 02. Juli: Carl Richard Unger, norwegischer Philologe († 1897)

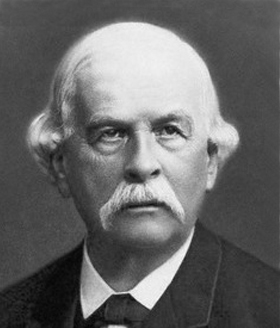
Albert von Kölliker

- 06. Juli: Rudolf Albert (von) Kölliker, Schweizer Anatom und Physiologe († 1905)
- 10. Juli: Joseph Aristide Landry, US-amerikanischer Politiker († 1881)
- 12. Juli: Henry David Thoreau, US-amerikanischer Schriftsteller und Philosoph († 1862)
- 13. Juli: Franz Leopold Sonnenschein, deutscher Chemiker († 1879)
- 15. Juli: John Fowler, englischer Eisenbahningenieur und Brückenbauer († 1898)
- 17. Juli: Ignace Xavier Joseph Leybach, französischer Komponist und Organist († 1891)
- 21. Juli: Friedrich Fiala, römisch-katholischer Bischof im Bistum Basel († 1888)
- 24. Juli: Adolf I., Nassauer Herzog und luxemburgischer Großherzog († 1905)
- 25. Juli: Heinrich Gottfried Philipp Gengler, deutscher Rechtshistoriker, Geheimrat und Universitätsprofessor († 1901)
- 28. Juli: Adolphe Deloffre, französischer Dirigent und Geiger († 1876)
- 29. Juli: Iwan Konstantinowitsch Aiwasowski, russischer Marinemaler († 1900)
- 29. Juli: Wilhelm Griesinger, deutscher Psychiater und Internist († 1868)
- 30. Juli: Johan Fredrik Åbom, schwedischer Architekt († 1900)
- 30. Juli: Gottlieb Leonhard Gaiser, deutscher Kaufmann († 1892)
- 30. Juli: Franz Josef Schütky, aus Böhmen stammender Sänger, Komponist und Opernregisseur († 1893)
- 31. Juli: Leopold Volkmar, deutscher Jurist und Historiker († 1864)
- 01. August: Adolf I. Georg Graf von Schaumburg-Lippe († 1893)
- 01. August: Richard Dadd, englischer Maler († 1886)
- 03. August: Albrecht von Österreich-Teschen, österreichischer Erzherzog und Feldherr († 1895)
- 04. August: Frederick T. Frelinghuysen, US-amerikanischer Politiker, Außenminister (1881 bis 1885) († 1885)
- 05. August: Carl Friedrich Zimmermann, deutscher Instrumentenbauer († 1898)
- 08. August: Eilert Sundt, norwegischer Soziologe († 1875)
- 12. August: Miles T. Granger, US-amerikanischer Politiker († 1895)
- 13. August: Friedrich Bach, österreichischer Dichter und Mediziner († 1865)
- 13. August: Károly Thern, ungarischer Komponist († 1886)
- 15. August: James Wilson Henderson, US-amerikanischer Politiker († 1880)
- 20. August: Georges Cloué, französischer Marineoffizier und Politiker († 1889)
- 20. August: Cölestin Joseph Ganglbauer, Erzbischof der Erzdiözese Wien, Kardinal († 1889)
- 23. August: Peter Friedrich Arndt, deutscher Mathematiker († 1866)
- 25. August: Alfred F. Russell, Präsident von Liberia († 1884)
- 25. August: Friedrich Wilhelm Stade, deutscher Organist, Dirigent und Komponist († 1902)
- 29. August: E. Wilder Farley, US-amerikanischer Politiker († 1880)
- 29. August: August Ferdinand Wäldner, deutscher Orgelbauer († 1905)
- 31. August: John Parsons Cook, US-amerikanischer Politiker († 1872)

### September/Oktober
- 05. September: Alexei Tolstoi, russischer Schriftsteller, Dramatiker und Dichter († 1875)
- 05. September: William Augustus Newell, US-amerikanischer Politiker († 1901)
- 07. September: Louise von Hessen, dänische Königin († 1898)
- 10. September: Richard Spruce, englischer Botaniker und Naturforscher († 1893)
- 11. September: Alois Boczek, österreichischer Finanzbeamter, Journalist und Abgeordneter in der Frankfurter Nationalversammlung († 1876)
- 11. September: Matthäus Hörfarter, katholischer Theologe († 1896)
- 12. September: Constantin Frantz, deutscher Historiker und Publizist († 1891)
- 13. September: John M. Palmer, US-amerikanischer Politiker († 1900)
- 13. September: Bernhard Peters, deutscher Maler, Zeichner und Zeichenlehrer († 1866)

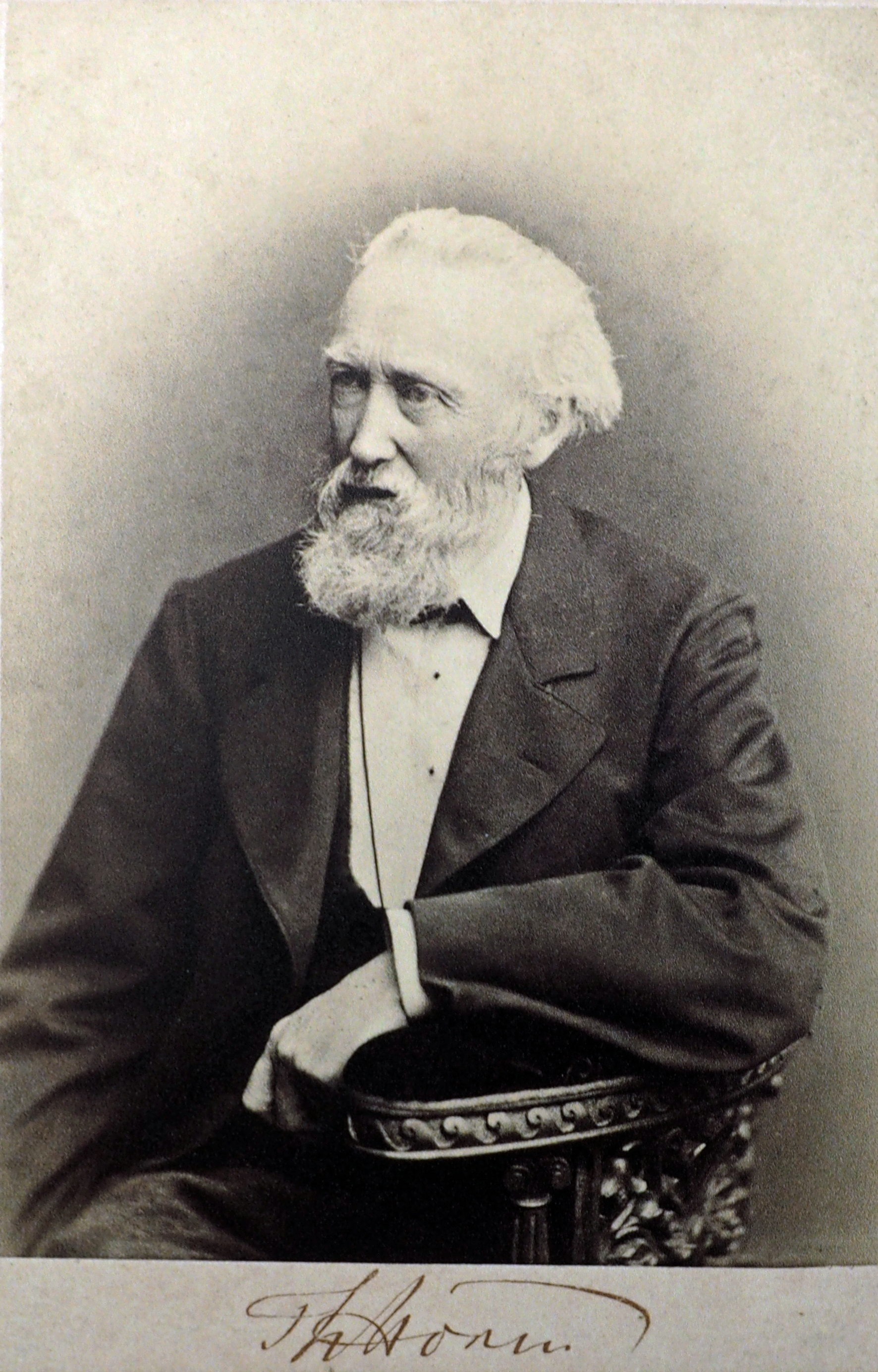
Theodor Storm, 1886

- 14. September: Theodor Storm, deutscher Schriftsteller († 1888)
- 16. September: Waldo P. Johnson, US-amerikanischer Politiker († 1885)
- 18. September: Mihail Kogălniceanu, rumänischer Staatsmann, Historiker und Publizist († 1891)
- 21. September: Peter Conradin Romedi, Schweizer Jurist, Unternehmer und Politiker († 1899)
- 24. September: Ramón de Campoamor y Campoosorio, spanischer Dichter und Politiker († 1901)
- 28. September: Michael Tompa, ungarischer Dichter († 1868)
- 29. September: Paulus Motz, deutscher Mundartdichter († 1904)
- 02. Oktober: Gunnar Wennerberg, schwedischer Dichter, Komponist, Beamter und Politiker († 1901)
- 03. Oktober: Johannes Scherr, deutscher Kulturhistoriker († 1886)
- 04. Oktober: August Hirsch, deutscher Arzt, Epidemiologe und Medizinhistoriker († 1894)
- 05. Oktober: Gustave Chaudey, französischer Jurist und Politiker († 1871)
- 05. Oktober: Eduard Franck, deutscher Komponist († 1893)
- 07. Oktober: Bushrod Rust Johnson, Offizier der US Army, Professor und Generalmajor im konföderierten Heer († 1880)
- 08. Oktober: Eduard Hölzel, österreichischer Buchhändler und Verleger († 1885)
- 10. Oktober: Serafino Dubois, italienischer Schachmeister († 1899)
- 10. Oktober: Christoph Buys Ballot, niederländischer Wissenschaftler, Begründer der Meteorologie in den Niederlanden und Initiator der internationalen Klimaforschung († 1890)
- 10. Oktober: Cécile Mendelssohn Bartholdy, Ehefrau von Felix Mendelssohn Bartholdy († 1853)
- 12. Oktober: Bernhard Maximilian Lersch, deutscher Arzt und Naturwissenschaftler († 1902)
- 19. Oktober: Tom Taylor, britischer Dramatiker († 1880)
- 20. Oktober: Mason Tappan, US-amerikanischer Politiker († 1886)
- 21. Oktober: Wilhelm Roscher, deutscher Ökonom und Begründer der älteren Historischen Schule der Ökonomie († 1894)
- 23. Oktober: Pierre Larousse, französischer Schriftsteller († 1875)
- 24. Oktober: Hippolyte Mège-Mouriés, französischer Chemiker († 1880)
- 27. Oktober: Antoni Kątski, polnischer Komponist und Pianist († 1899)
- 30. Oktober: Hermann Kopp, deutscher Chemiker und Chemiehistoriker († 1892)
- 31. Oktober: Heinrich Graetz, deutscher Historiker und Rabbiner († 1891)

### November/Dezember
- 02. November: Hedwig von Eberstein, deutsche Rittergutsbesitzerin und Stifterin († 1900)
- 03. November: Ernest Hébert, französischer Maler († 1908)
- 06. November: Gustav Karl Wilhelm Hermann Karsten, deutscher Botaniker († 1908)
- 07. November: Aimé-Louis Herminjard, Schweizer evangelischer Geistlicher, Paläologe und Hochschullehrer († 1900)
- 10. November: Johann Jakob Mezger, Schweizer evangelischer Geistlicher und Heimatforscher († 1893)
- 11. November: Stephen Coburn, US-amerikanischer Politiker († 1882)
- 12. November: Baha’u’llah, persischer Religionsstifter der Bahai-Religion († 1892)
- 12. November: Martin Gustav Nottebohm, deutscher Musikwissenschaftler, Komponist und Beethoven-Forscher († 1882)
- 13. November: Louis Lefébure-Wély, französischer Organist und Komponist († 1869)
- 18. November: Hermann Schievelbein, deutscher Bildhauer († 1867)
- 20. November: Jacobus Isaac Doedes, niederländischer reformierter Theologe († 1897)
- 26. November: Charles Adolphe Wurtz, französischer Chemiker († 1884)
- 30. November: Carlo Avanzini, Schweizer Mediziner und Politiker († 1881)

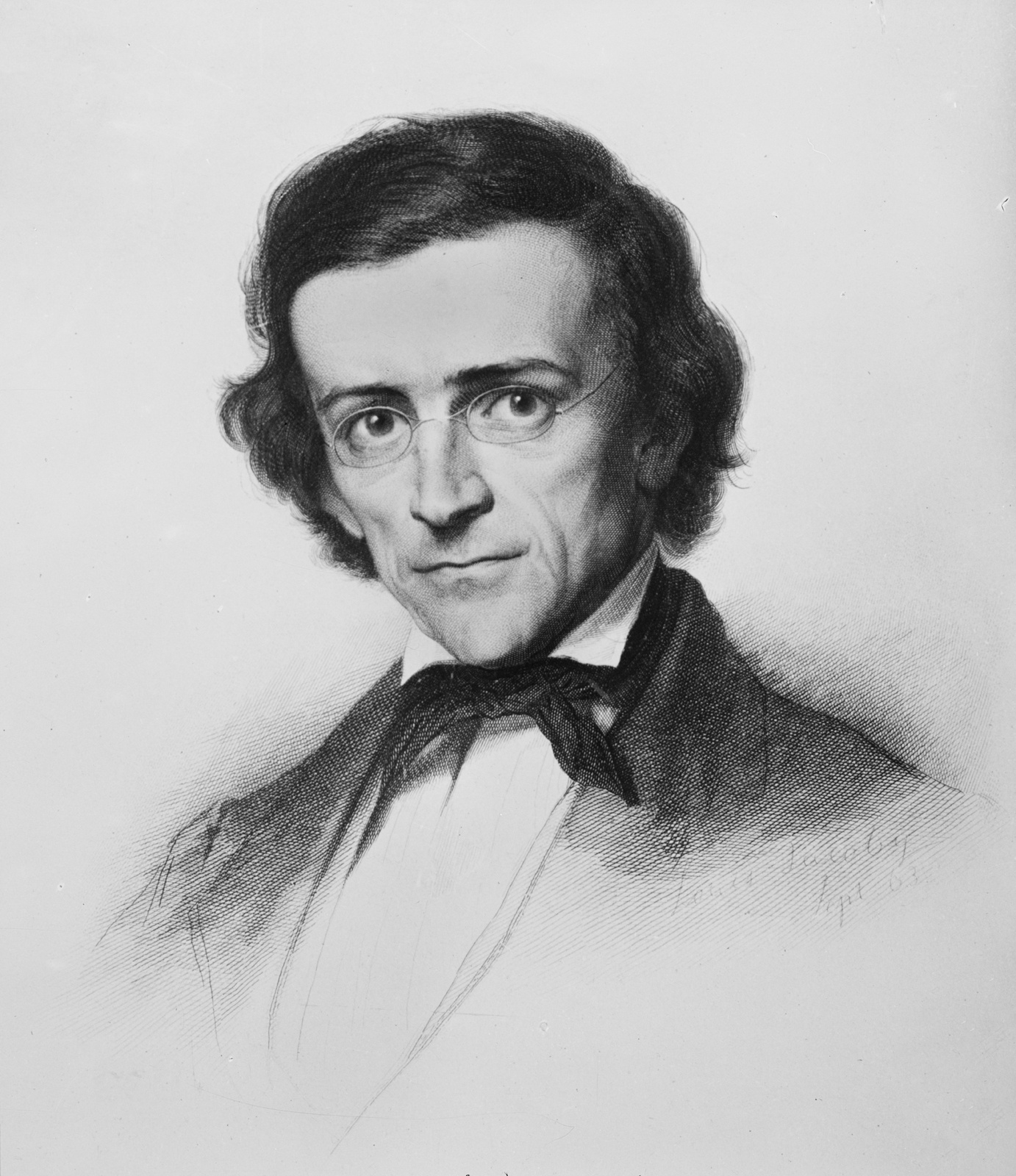
Theodor Mommsen, 1863

- 30. November: Theodor Mommsen, deutscher Historiker und Altertumswissenschaftler († 1903)
- 02. Dezember: Gaston de Raousset-Boulbon, französischer Abenteurer († 1854)
- 02. Dezember: Adolph Schoder, württembergischer Politiker († 1852)
- 02. Dezember: Heinrich von Sybel, deutscher Historiker († 1895)
- 04. Dezember: Leopold Alexander Friedrich Arends, deutscher Stenograf und Systemerfinder († 1882)
- 04. Dezember: Nikolos Barataschwili, georgischer Dichter († 1844)
- 04. Dezember: Giocondo Storni, Schweizer römisch-katholischer Geistlicher († 1898)
- 07. Dezember: Edward Tuckerman, US-amerikanischer Botaniker und Flechtenkundler († 1886)
- 16. Dezember: John S. Carlile, US-amerikanischer Politiker († 1878)
- 19. Dezember: James Jay Archer, US-amerikanischer Brigadegeneral († 1864)
- 19. Dezember: Charles Dancla, französischer Violinist und Komponist († 1907)
- 19. Dezember: John Frankenstein, deutschamerikanischer Maler und Bildhauer († 1881)
- 20. Dezember: Ferdinand von Loehr, deutscher Mediziner und Politiker († 1876)
- 22. Dezember: Tuiskon Ziller, deutscher Philosoph und Pädagoge (Herbartianer) († 1882)
- 29. Dezember: Johann Josef Huber, Schweizer Lehrer und Politiker († 1897)
- 29. Dezember: Eli M. Saulsbury, US-amerikanischer Politiker († 1893)

### Genaues Geburtsdatum unbekannt
- José Escolástico Andrino, salvadorianischer Komponist († 1862)
- Anne Atwood, englische Autorin († 1910)
- Juan Bianchi, chilenischer Maler († 1875)
- George R. Riddle, US-amerikanischer Politiker († 1867)
- Bernard Ullman, US-amerikanischer Musikimpresario († 1885)
- Joseph Wielhorski, russischer Komponist († 1892)

## Gestorben

### Erstes Halbjahr

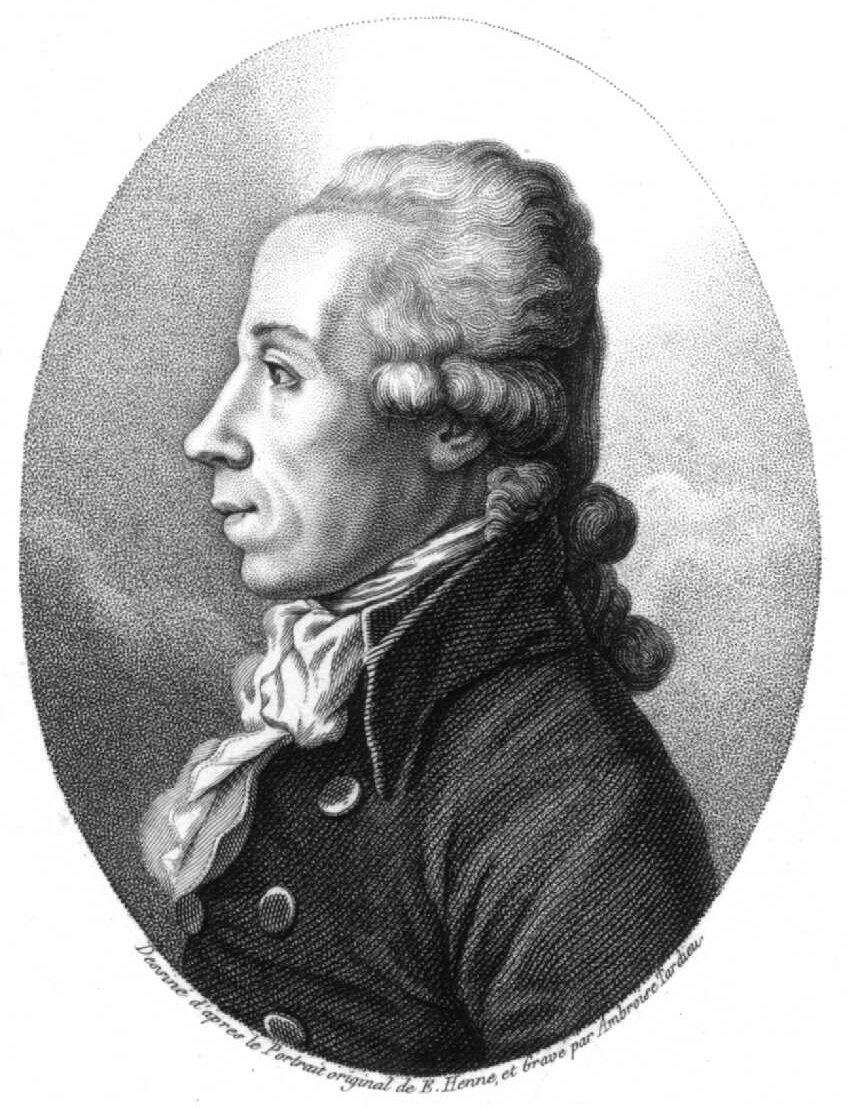
Martin Heinrich Klaproth

- 01. Januar: Martin Heinrich Klaproth, deutscher Chemiker (* 1743)
- 06. Januar: Johann Heinrich Ayrer, deutscher Reitlehrer (* 1732)
- 11. Januar: Timothy Dwight IV., US-amerikanischer Theologe, Gelehrter, Politiker und Dichter (* 1752)
- 16. Januar: Alexander J. Dallas, US-amerikanischer Politiker (* 1759)
- 24. Januar: Fernando José de Portugal e Castro, portugiesischer Adliger und Vizekönig von Brasilien (* 1752)
- 28. Januar: Michel-François Calmelet, französischer Ingenieur (* 1782)
- 29. Januar: Heinrich XIII., Fürst Reuß zu Greiz (* 1747)
- 03. Februar: Johann Nepomuk von Apfaltern, Militärperson (* 1743)
- 09. Februar: Franz Ernst Christoph Leuckart, deutscher Musikverleger, Kunst- und Musikalienhändler (* 1748)
- 09. Februar: Franz Wilhelm Tausch, deutscher Klarinettenvirtuose und Komponist (* 1762)
- 09. Februar: Franz Thoma, deutscher Orgelbauer (* 1746)
- 10. Februar: Karl Theodor von Dalberg, Erzbischof von Mainz, Fürstprimas, Bischof von Konstanz (* 1744)
- 13. Februar: Alexei Iwanowitsch Mussin-Puschkin, russischer Staatsbeamter, Historiker, Bücher- und Kunstsammler (* 1744)
- 14. Februar: Sir John Abercrombie, britischer General (* 1772)
- 23. Februar: Bazyli Bohdanowicz, polnischer Komponist (* 1740)
- 23. Februar: Gian Menico Cetti, Schweizer Übersetzer (* 1780)
- 28. Februar: Pietro Carlo Guglielmi, italienischer Komponist (* 1772)
- 02. März: Giacomo Quarenghi, italienisch-russischer Architekt und Maler (* 1744)
- 08. März: Anna Maria Lenngren, schwedische Schriftstellerin (* 1754)
- 13. oder 15. März: Johann Nepomuk Hermann Nast, in Paris tätiger Porzellanhersteller (* 1754)
- 18. März: Johann Jakob Walder, Schweizer Politiker, Jurist und Komponist (* 1750)
- 24. März: Peter Burckhardt, Schweizer Politiker (* 1742)
- 25. März: Joseph Thaddäus von Sumerau, letzter vorderösterreichischer Regierungspräsident in Freiburg (* 1749)
- 26. März: Kaspar Friedrich Lossius, deutscher evangelischer Geistlicher, Pädagoge und Schriftsteller (* 1753)
- 31. März: Johannes Schuback, deutscher Kaufmann (* 1732)
- 02. April: Johann Heinrich Jung-Stilling, deutscher Augenarzt und Schriftsteller (* 1740)
- 03. April: Friedrich Ludwig Wachter, deutscher Mathematiker und Astronom (* 1792)
- 04. April: André Masséna, Marschall von Frankreich, Herzog von Rivoli und Fürst von Essling (* 1758)
- 05. April: Samuel Christian Pape, deutscher Schriftsteller, Dichter und Theologe (* 1774)
- 06. April: Bonaventura Furlanetto, italienischer Komponist (* 1738)
- 11. April: William Beloe, britischer Schriftsteller, Übersetzer und Herausgeber (* 1756)

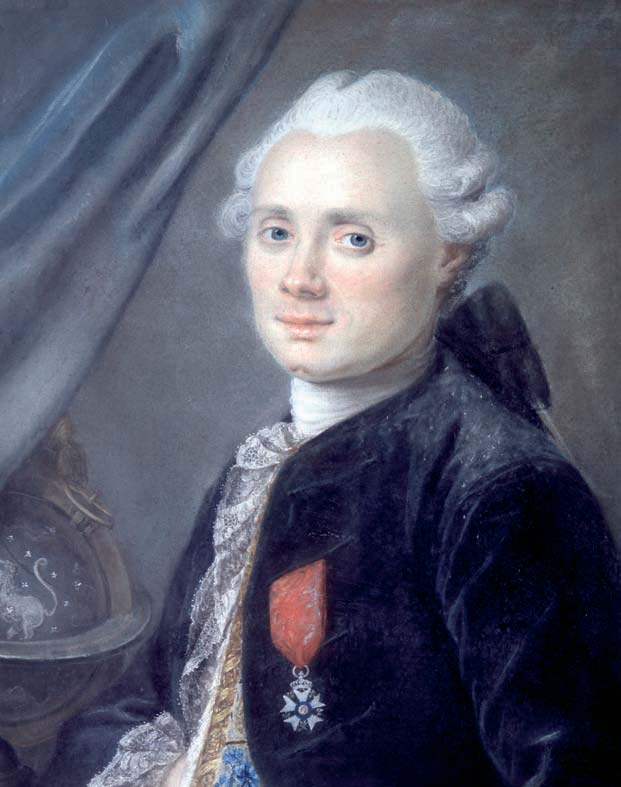
Charles Messier, um 1770

- 12. April: Charles Messier, französischer Astronom (* 1730)
- 14. April: Joseph Calhoun, US-amerikanischer Politiker (* 1750)
- 16. April: Giuseppe Avelloni, italienischer Dichter (* 1761)
- 20. April: Usman dan Fodio, militärischer und religiöser Anführer der Qadiriyya-Tariqa, Gründer des Sokoto-Kalifats (* 1754)
- 25. April: Joseph von Sonnenfels, österreichischer Schriftsteller und Professor der Staatswissenschaften (* 1733)
- 27. April: Georg Ernst Waldau, deutscher evangelischer Theologe und Kirchenhistoriker (* 1745)
- 30. April: Romoaldo Braschi-Onesti, italienischer Kardinal (* 1753)
- 02. Mai: Philipp Jacob Piderit, deutscher Mediziner (* 1753)
- 03. Mai: Mariano de Urquijo y Muga, spanischer Politiker und Vertreter der Aufklärung (* 1769)
- 05. Mai: Johann Heinrich Lips, Schweizer Kupferstecher (* 1758)
- 11. Mai: Jean-Siffrein Maury, französischer Kleriker und Politiker (* 1746)
- 26. Mai: Johann Heinrich Philipp Seidenstücker, deutscher Pädagoge und Schulleiter (* 1765)
- 30. Mai: Tristram Dalton, US-amerikanischer Politiker (* 1738)
- 07. Juni: Carl Gottlob Cramer, deutscher Schriftsteller (* 1758)
- 08. Juni: Samuel Huntington, US-amerikanischer Politiker (* 1765)
- 08. Juni: Théroigne de Méricourt, französische Revolutionärin (* 1762)
- 13. Juni: Richard Lovell Edgeworth, englischer Aufklärer und Erfinder (* 1744)
- 13. Juni: Ebenezer Hazard, US-amerikanischer Politiker (* 1744)
- 24. Juni: Thomas McKean, US-amerikanischer Politiker, Unterzeichner der Unabhängigkeitserklärung (* 1734)
- 24. Juni: Christian Gottlieb Starklof, oldenburgischer Kammerdiener und Postdirektor (* 1740)
- 29. Juni: Ernst Schulze, deutscher Dichter (* 1789)
- 30. Juni: Abraham Gottlob Werner, deutscher Mineraloge (* 1749)

### Zweites Halbjahr
- 10. Juli: Hugh Percy, 2. Duke of Northumberland, britischer General (* 1742)
- 14. Juli: Anne Louise Germaine de Staël, französische Schriftstellerin (* 1766)
- 18. Juli: Jane Austen, britische Schriftstellerin (* 1775)
- 22. Juli: Christlieb Georg Heinrich Arresto, deutscher Schauspieler und Dichter (* 1768)
- 22. Juli: François-Philippe Charpentier, französischer Erfinder und Kupferstecher (* 1734)
- 24. Juli: Beda Aschenbrenner, deutscher Professor für Kirchenrecht und Abt (* 1756)
- 26. Juli: Karađorđe, serbischer Aufständischer (* 1762)
- 06. August: Pierre Samuel du Pont de Nemours, französischer Nationalökonom (* 1739)
- 09. August: Leopold III., Fürst von Anhalt-Dessau (* 1740)
- 15. August: Peter Early, US-amerikanischer Politiker (* 1773)
- 31. August: John Thomas Duckworth, britischer Admiral (* 1747 oder 1748)
- 08. September: Charles Abbot, britischer Botaniker und Entomologe (* 1761)
- 14. September: Hermine von Anhalt-Bernburg-Schaumburg-Hoym, Erzherzogin von Österreich (* 1797)
- 18. September: David Hall, US-amerikanischer Politiker (* 1752)
- 22. September: James Wadsworth, US-amerikanischer Politiker (* 1730)
- 04. Oktober: Joachim Bernhard Nicolaus Hacker, deutscher Theologe, Poet und Schriftsteller (* 1760)
- 13. Oktober: Jekaterina Petrowna Schuwalowa, russische Adlige und Hofdame (* 1743)
- 14. Oktober: Fjodor Fjodorowitsch Uschakow, russischer Marineoffizier und Admiral (* 1745)

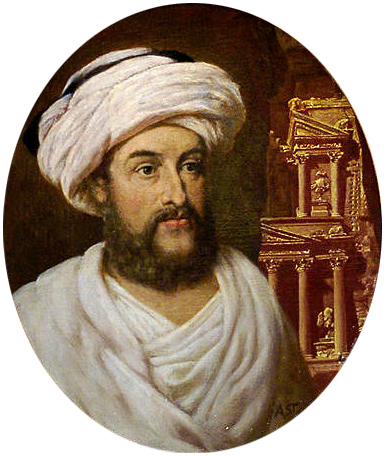
Jean Louis Burckhardt

- 15. Oktober: Jean Louis Burckhardt, Schweizer Orientreisender (* 1784)
- 15. Oktober: Tadeusz Kościuszko, polnischer und amerikanischer General (* 1746)
- 18. Oktober: Étienne-Nicolas Méhul, französischer Komponist (* 1763)
- 18. Oktober: Gomes Freire de Andrade, portugiesischer General (* 1757)
- 25. Oktober: Christian von Zweybrücken, Offizier in französischen, preußischen und bayrischen Diensten (* 1752)
- 26. Oktober: Nikolaus Joseph von Jacquin, Botaniker (* 1727)
- 26. Oktober: Yasuaki Aida, japanischer Mathematiker (* 1747)
- 26. Oktober: Nikolaus Joseph von Jacquin, österreichischer Botaniker und Chemiker (* 1727)
- 26. Oktober: Moritz August von Thümmel, Schriftsteller (* 1738)
- 27. Oktober: Joachim Friedrich Wilhelm Neander von Petersheiden, preußischer Generalmajor (* 1743)
- 30. Oktober: Johann Anton Ludwig Seidensticker, deutscher Rechtswissenschaftler (* 1766)
- 02. November: Joseph Leonz Andermatt, Schweizer Militär und Politiker (* 1740)
- 06. November: Charlotte Augusta von Wales, Kronprinzessin von England (* 1796)
- 08. November: Andrea Appiani, italienischer Maler (* 1754)
- 11. November: Francisco Javier Mina, spanischer Guerilla-Führer (* 1789)
- 14. November: Policarpa Salavarrieta, kolumbianische Unabhängigkeitskämpferin (* um 1795)
- 21. November: Christian Friedrich von Arnstedt, deutscher Landrat und Gutsbesitzer (* 1737)
- 23. November: William C. C. Claiborne, US-amerikanischer Politiker (* 1775)
- 26. November: Pierre-Antoine Antonelle, französischer Politiker, Journalist und Revolutionär (* 1747)
- 01. Dezember: Justin Heinrich Knecht, deutscher Komponist, Organist und Dirigent (* 1752)
- 03. Dezember: August Eberhard Müller, deutscher Komponist, Virtuose und Thomaskantor (* 1767)
- 07. Dezember: William Bligh, britischer Seeoffizier und Gouverneur (* 1754)
- 08. Dezember: Matthias Steevens van Geuns, niederländischer Mediziner und Botaniker (* 1735)
- 11. Dezember: Maria Walewska, Geliebte von Napoléon Bonaparte (* 1786)
- 11. Dezember: Max von Schenkendorf, Schriftsteller (* 1783)
- 15. Dezember: Johann von Andrássy, ungarischer Militär (* 1750)
- 29. Dezember: Sebastiano Ayala, italienischer Jesuit, Mathematiker, Astronom und Philologe (* 1744)

### Genaues Todesdatum unbekannt
- Manoel Carlos de Andrade, portugiesischer Bereiter an der Hofreitschule (* 1755)
- Schah Chalil Allah III., 45. Imam der Nizari-Ismailiten